# Domanivka
Domanivka (en ucraniano: Доманівка) es un pueblo ucraniano perteneciente al óblast de Mikolaiv. Situado en el sur del país, es parte del raión de Voznesensk y centro del municipio (hromada) de homónimo.

## Toponimia
El nombre de la ciudad en otros idiomas de importancia en el asentamiento es Domaniovka (en ruso: Доманёвка).

## Geografía
Domanivka se encuentra a orillas del río Chortala, un afluente izquierdo del río Bug Meridional, 45 km al oeste de Voznesensk y 130 km al noroeste de Mikolaiv.  

## Historia
El pueblo fue fundado en 1805. A principios de 1893, Domanevka era una ciudad comercial de la gobernación de Jersón, tenía 864 habitantes, funcionaban varias tiendas comerciales y una sinagoga judía, y se celebraban bazares regularmente.
El 16 de abril de 1920 se estableció la gobernación de Odesa. Domanivka era el centro del vólost de Domanivska y pertenecía al uyezd de Voznesensk de la gobernación de Jersón. En 1923, se abolieron los distritos de la República Socialista Soviética de Ucrania y las gobernaciones se dividieron en ókruges. En 1923, se estableció el raión de Kantakuzinka con el centro administrativo en el selo de Kantakuzinka, y Domanivka pasó a formar parte de la raión. En 1925, las gobernaciones fueron abolidas y las okrugas quedaron directamente subordinadas a la República Socialista Soviética de Ucrania. El 3 de febrero de 1926, el raión de Katakuzinka pasó a llamarse raión de Domanivka y el centro se trasladó a Domanivka. En 1930, se abolieron las ókrugas y el 27 de febrero de 1932 se estableció el óblast de Odesa y la raión de Domanivka se incluyó en el óblast de Odesa.
Durante la Segunda Guerra Mundial, 18.000 judíos locales fueron asesinados en la localidad. Las víctimas fueron asesinadas, principalmente por la policía rumana, el ejército rumano apoyado por la milicia ucraniana y el Sonderkommando. Después de la ocupación de Transnistria por los alemanes en la Segunda Guerra Mundial, y bajo Ion Antonescu, gobernante de Rumania en octubre de 1941, se estableció un campo de exterminio en Domanivka, donde miles de judíos fueron asesinados. El campo fue liberado el 28 de marzo de 1944 por el Ejército Rojo. La política rumana en el campo de Transnistria acarreó hambrunas, campos forzados, tiroteos masivos y más.
En febrero de 1954, el raión de Domanivka fue transferido a óblast de Mikolaiv. En 1956, a Domanivka se le concedió el estatus de asentamiento de tipo urbano.
Hasta el 18 de julio de 2020, Domanivka fue el parte del raión de Domanivka. El raión se abolió en julio de 2020 como parte de la reforma administrativa de Ucrania, que redujo el número de rayones del óblast de Mikolaiv a cuatro. El área del raión de Domanivka se fusionó con el raión de Voznesensk.En 2023, Domanivka perdió el estatus de asentamiento de tipo urbano debido a la eliminación de este estatus administrativo.

## Demografía
La evolución de la población de Domanivka entre 1897 y 2022 fue la siguiente:
| 1489                                                          | 5151 | 5395 | 6719 | 7149 | 6769 | 6194 | 6147 | 5972 | 5728 |
| (Fuente: Cities & Towns of Ukraine y UKRAINE: Größere Städte) |      |      |      |      |      |      |      |      |      |

## Infraestructura

### Transportes
La estación de tren más cercana, a 24 kilómetros al este, se encuentra en Voznesensk, en la línea ferroviaria que conecta Odesa y Pomichna.